# SPCS2
SPCS2 (англ. Signal peptidase complex subunit 2) – білок, який кодується однойменним геном, розташованим у людей на 11-й хромосомі. Довжина поліпептидного ланцюга білка становить 226 амінокислот, а молекулярна маса — 25 003.
| 10         |  | 20         |  | 30         |  | 40         |  | 50         |
| ---------- |  | ---------- |  | ---------- |  | ---------- |  | ---------- |
| MAAAAVQGGR |  | SGGSGGCSGA |  | GGASNCGTGS |  | GRSGLLDKWK |  | IDDKPVKIDK |
| WDGSAVKNSL |  | DDSAKKVLLE |  | KYKYVENFGL |  | IDGRLTICTI |  | SCFFAIVALI |
| WDYMHPFPES |  | KPVLALCVIS |  | YFVMMGILTI |  | YTSYKEKSIF |  | LVAHRKDPTG |
| MDPDDIWQLS |  | SSLKRFDDKY |  | TLKLTFISGR |  | TKQQREAEFT |  | KSIAKFFDHS |
| GTLVMDAYEP |  | EISRLHDSLA |  | IERKIK     |  |            |  |            |

A: Аланін

C: Цистеїн

D: Аспарагінова кислота

E: Глутамінова кислота

F: Фенілаланін

G: Гліцин

H: Гістидин

I: Ізолейцин

K: Лізин

L: Лейцин

M: Метіонін

N: Аспарагін

P: Пролін

Q: Глутамін

R: Аргінін

S: Серин

T: Треонін

V: Валін

W: Триптофан

Кодований геном білок за функціями належить до гідролаз, протеаз. 
Задіяний у такому біологічному процесі, як ацетилювання. 
Локалізований у мембрані, ендоплазматичному ретикулумі, мікросомах.